# 886 v.Chr.
Het jaar 886 v.Chr. is een jaartal volgens de christelijke jaartelling.

## Gebeurtenissen

### Israël
- Begin van de regeerperiode van Ela, koning van Israël. Hij houdt het maar 1 jaar vol.